# Buchenavia megalophylla
Buchenavia megalophylla är en tvåhjärtbladig växtart som beskrevs av Heurck och Muell. Arg.. Buchenavia megalophylla ingår i släktet Buchenavia och familjen Combretaceae. Inga underarter finns listade i Catalogue of Life.